# Flickr
Flickr je online servis za pohranu slike i video sadržaja, kao i online društvena platforma. Uz to što je vrlo popularan kod internetskih korisnika za dijeljenje osobnih fotografija, često ga za pohranu slika koriste i blogeri. 
Od studenog 2008. bilježi više od 3 milijarde pohranjenih slika i podršku za 9 različitih jezika (arapski, kineski, engleski, francuski, njemački, talijanski, portugalski, španjolski i korejski). 
Iako je i dalje popularan među profesionalcima, njegova popularnost je zadnjih godina opala uslijed popularnosti socijalnih mreža koje nemaju ograničenja na broj fotografija (Flickr u besplatnoj inačici uključuje web prostor za do 1000 fotografija i 3minutnih videa). Flickr je rano i potpuno usvojio Creative Commons sustav licenciranja sadržaja, te podržao organizacije i institucije koje daju svoje foto i video sadržaje u javnu domenu.

## Povijest
Flickr se razvio iz online videoigre, Game Neverending, koju je razvijala tvrtka Ludicorp iz Kanade. Ludicorp je Flickr pokrenuo u veljači 2004. godine, te se ubrzo pokazao mnogo uspješnijim projektom od igre, čiji je razvoj u konačnici obustavljen.
U ranim verzijama Flickra značajna pozornost se pridavala chat sobama nazvanim FlickrLive s mogućnošću razmjene fotografija među korisnicima. Neki od ključnih elemenata koje je Flickr uveo bili su tagovi, označavanje fotografija, zajedničko grupiranje i rangiranje po zanimljivosti.
U ožujku 2005. godine Yahoo! kupuje Ludicorp i Flickr, te uskoro sav sadržaj seli s kanadskih servera u SAD čime svi podaci postaju podložni zakonima SAD-a.
Kompanija je do sada bila u vlasništvu: Ludicorp do 2005., Yahoo! do 2017., Oath do 2018. i trenutno SmugMug.

## Značajke
Flickr od svojih korisnika traži da svoje slike organiziraju koristeći tagove, koji omogućuju specifičnu potragu slika po određenim temama. Flickr je također jedna od prvih web-stranica koja je uvela tag-cloudove koji omogućuju pristup slikama označenih s najpopularnijim ključnim riječima. Upravo zbog mogućnosti korištenja tagova, Flickr se navodi kao pravi primjer učinkovite primjene folksonomije.

## Organizr
Organizr je web aplikacija za organiziranje fotografija unutar Flickr korisničkog računa kojoj se može pristupiti kroz Flickr sučelje. Dozvoljava korisnicima mijenjanje tagova, opisa, uređivanje grupacija i postavljanje fotografija na svjetsku kartu. Korisnici mogu izabrati i primijeniti izmjene na više slika od jednom, što Organizr čini mnogo boljim alatom za grupno editiranje slika od standardnog Flickr sučelja.

## Kontrola pristupa
Flickr pruža privatnu i javnu pohranu slika. Korisnik može sam, tijekom uploada, odlučiti tko sve može vidjeti njegove slike. Fotografija može biti označena javnom ili privatnom. Privatne slike su u početku vidljive samo korisniku koji ih uploada, ali se mogu i označiti kao javne za prijatelje i/ili obitelj.

## Hrvatska "konkurencija"
U Hrvatskoj po uzoru na Flickr postoje dva servisa za postavljanje (i komentiranje) fotografija, Ptičica  Arhivirana inačica izvorne stranice od 22. veljače 2018. (Wayback Machine) i fotke.hr  Arhivirana inačica izvorne stranice od 27. lipnja 2009. (Wayback Machine).

## Vanjske poveznice
- Službena stranica
- arhiva stranice Ludicorp-a